# 8716 Ginestra
A 8716 Ginestra (ideiglenes jelöléssel 1995 SB2) a Naprendszer kisbolygóövében található aszteroida. V. S. Casulli fedezte fel 1995. szeptember 23-án.